# Kęszyca Leśna
Kęszyca Leśna (prononciation : [kɛ̃ˈʂɨt͡sa ˈlɛɕna]) est un village polonais de la gmina de Międzyrzecz dans le powiat de Międzyrzecz de la voïvodie de Lubusz dans l'ouest de la Pologne.
Il se situe à environ 11 kilomètres au sud-ouest de Międzyrzecz (siège de la gmina et de le powiat) et 5 kilomètres à l'ouest de Nietoperek juste à l'ouest de Kęszyca.
Le village comptait approximativement une population de 667 habitants en 2006.

## Histoire

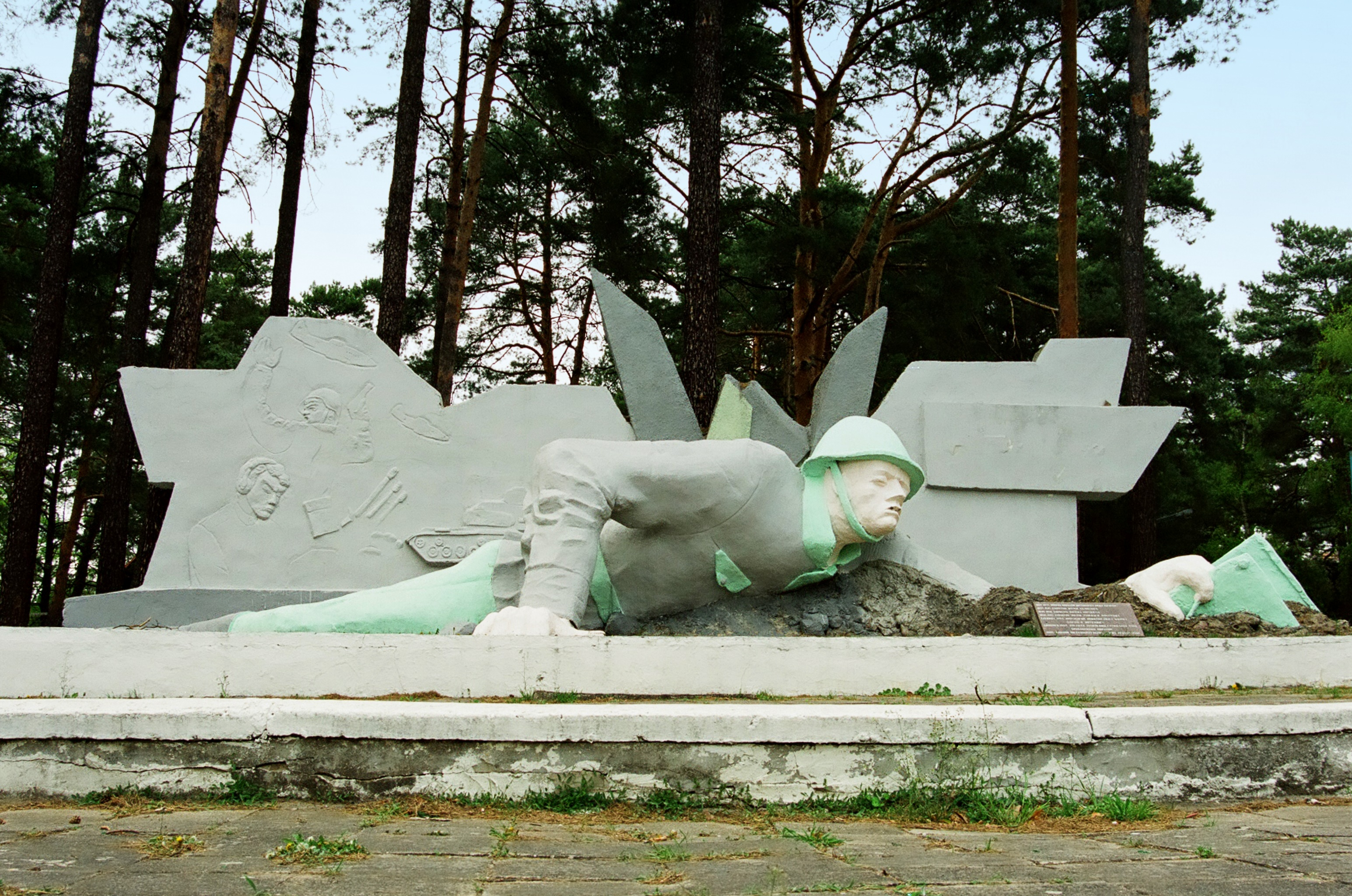
Un monument militaire soviétique

Avant 1945, ce village était sur le territoire de l'Empire allemand dans le Royaume de Prusse dans la province de Brandebourg. (voir Évolution territoriale de la Pologne)
Le village était une garnison soviétique qui l'a quitté en 1993, et depuis 1994, c'est un lieu habité indépendant.
De 1975 à 1998, le village appartenait administrativement à la voïvodie de Zielona Góra.
Depuis 1999, il appartient administrativement à la voïvodie de Lubusz